# Popcorn Time
Popcorn Timeは、統合型メディアプレーヤーを備えたマルチプラットフォームのBitTorrentクライアントであり、自由ソフトウェアである。このアプリケーションは、Netflixのようなサブスクリプション型動画ストリーミングサービスに対する海賊版の代替手段を提供する。Popcorn Timeは逐次ダウンロードを用いて複数のトレントサイトに掲載された動画をストリーミングする。またサードパーティ製のトラッカーを手動で追加することも可能である。このソフトウェアの合法性は管轄によって異なる。
Popcorn Timeの登場後、同ソフトは急速に好意的なメディア報道を受け、その使いやすさからNetflixと比較されることもあった。人気の急上昇を受け、同プログラムはモーション・ピクチャー・アソシエーション（MPAA）からの圧力により、2014年3月14日にオリジナルの開発者によって突如として公開終了された。それ以降、同プログラムは複数回フォークされ、Time4PopcornやButter Projectのような複数の開発チームによって維持・機能追加が行われてきた。Time4Popcornは、2014年の公開から4か月以内に数百万のユーザーを獲得したとされ、Popcorn TimeをAndroidデバイスに初めて対応させたフォークとなった。2014年9月、Time4Popcornは脱獄済みのApple製デバイスに対応し、最終的にはWindows用インストールツールを通じて非脱獄のiOSデバイスでも利用可能となった。Popcorn TimeのiOS版はすでにメンテナンスされていない。
2022年1月5日、人気のあるPopcorn Timeのコピー版が「使用者の減少」により閉鎖された。

## 機能

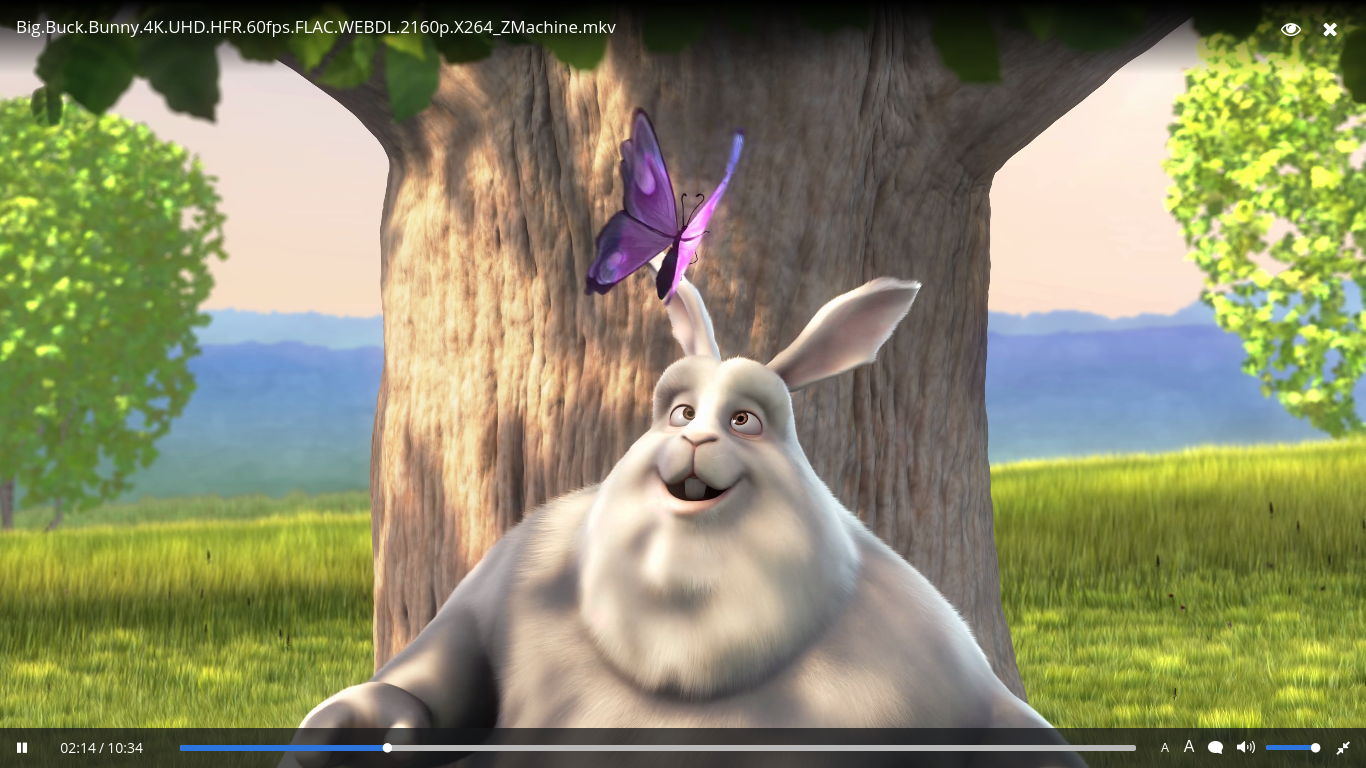
『ビッグ・バック・バニー』を再生中のPopcorn Time 0.3.8

Popcorn Timeのインターフェースは、Netflixに似た形式でサムネイルと映画タイトルを表示する。このメディアリストは、ジャンルやカテゴリで検索・閲覧することが可能である。ユーザーがいずれかのタイトルをクリックすると、その映画はBitTorrentプロトコルを通じてダウンロードされる。他のBitTorrentクライアントと同様に、Popcorn Timeは映画のダウンロードを開始すると同時に、他のユーザーとダウンロード済みコンテンツの共有も開始する（技術的にはトレントをシードし、スウォーム内の他のユーザーと共有する）。この共有は、アプリケーションが閉じられて映画が削除されるまで継続するのが通常である。

## 歴史
Popcorn Timeは、アルゼンチン・ブエノスアイレスのグループによって「数週間」で開発された。彼らは、ブエノスアイレスの俗語でポップコーンを意味する「pochoclo」に由来する「ポチョクリーン（Pochoclín）」をマスコットに選んだ。彼らは海賊行為を「サービスの問題」であると考えており、「イノベーションを自らの古臭い価値回収の手法への脅威と見なす業界」によって引き起こされたものと主張した。また、ストリーミング提供者が過度な制限を課され、国によって一貫性のないサービスを強いられていると論じ、「アルゼンチンではストリーミング提供者が『メリーに首ったけ』（1998年）を最近の映画だと思っているようだ。この映画はもう投票できる年齢にすら達している」と述べた。
Popcorn TimeはLinux、macOS、Windows、Android向けに提供され、公式ウェブサイトからソースコードをダウンロード可能であった。このプロジェクトは自由ソフトウェアとして開発された。貢献者によって、このプログラムは44の言語にローカライズされた。

### 評判
Popcorn Timeは、その使いやすさにより主流メディアの注目を集めた。『PCMag』や『CBCニュース』は、Popcorn TimeをNetflixにたとえ、そのライブラリの規模や最新のコンテンツなど、Netflixに対する明白な利点を指摘した。『ワシントン・ポスト』のケイトリン・デューイは、Popcorn Timeが通常「怪しい」印象のあるトレントのエコシステムを、洗練された現代的な外観と使いやすいインターフェースによって、よりアクセスしやすくする試みだった可能性があると述べた。

### 合法性
Popcorn Timeの各種クライアントの合法性は、他のすべてのBitTorrentクライアントと同様であるが、映画コンテンツへの明示的なリンクにより、パイレート・ベイやYTSのようなサイトに適用される追加の問題も抱えていた。公式ウェブサイトでは、本ソフトウェアは地域の法律によっては違法である可能性があると述べていた。
イギリスでは、2015年4月にISPに対し、Popcorn Timeアプリケーションソフトウェア（PTAS）または「更新情報のソース」（SUI）、すなわちトレントインデックスサイトへのリンクを提供するURLのブロックを命じる裁判所命令が下された。裁判所は、過去にインデックスサイトを直接扱った事件とは異なり、PTASやSUIを提供するウェブサイトは、いずれも「著作物を公衆に伝達している」とは解釈できないと判断した。これらのウェブサイトには、特定の著作物に関する具体的な情報が含まれていなかったからである。ただし、PTASおよびSUIの提供者がユーザーによる侵害行為を「許可している」と見なされる可能性は十分にあると考えられた。しかし、原告側はこの点を訴訟の主張として取り上げておらず、代わりに、コンテンツをホスティングするウェブサイトによる侵害行為を許可していたと主張していたが、その主張は成立しなかった。
しかしながら、裁判官は、Popcorn Timeの提供者が「明らかに知っており、かつ意図していた」こととして、このアプリケーションが「ユーザーをホストサイトに誘導し、侵害行為を引き起こす主要な手段」であり、「ホストサイトの運営者と共通の意図を持っていた」と認定した。そのため、著作権侵害に対して共同で責任を負う（連帯責任）とされた。従って、Copyright, Designs and Patents Act 1988第97A条に基づき、ISPに対し該当ウェブサイトのブロックを命じることは適切であると判断された。
2015年5月20日、イスラエル政府は、最大のケーブルおよび衛星放送事業者による著作権侵害訴訟を受け、Popcorn Timeの公式ダウンロードへのアクセスを全面的にブロックした。ダウンロードサイトはブロックされたが、インストールファイルやプログラムを既に保持していたインターネットユーザーは影響を受けなかった。また、インストールファイルを配布している他の共有サイトも存在していた。1か月も経たないうちに、政府はこの禁止措置を撤回した。
2015年8月17日、デンマークのウェブサイトpopcorntime.dkがデンマーク警察によって閉鎖され、2人が逮捕された。この事件は物議を醸した。なぜなら、このウェブサイトはPopcorn Timeの開発チームとは関係がなく、サービスに関する情報のみを配布していたからである。
他のBitTorrentクライアントと同様に、オリジナルアプリまたはその派生版のユーザーのIPアドレスは第三者によって容易に特定可能である。2015年初頭には、多くのドイツのPopcorn Timeユーザーが815ユーロの損害賠償を要求された。この高額な請求は、アプリケーションが映画をダウンロードするだけでなく、同時に配信も行っていたという事実に基づいており、その事実を認識していないユーザーも多かった。

#### Cobbler Nevada
2015年、Cobbler Nevadaは、Popcorn Timeの利用者がアダム・サンドラーの映画『靴職人と魔法のミシン』のコピーを違法にダウンロードしたと主張した。Popcorn Timeは、「すべての技術的アプリケーション」とは異なると主張し、Popcorn Timeには正当な目的がないとしたが、この主張を裏付ける証拠はウィキペディアの記事「Popcorn Time」であった。

### Popcorn-Time.no
2016年3月8日、ノルウェーの捜査機関オコクリムがPopcorn-Time.noのドメイン名を押収した。元のサイトはPopcorn Timeアプリケーションをホストしておらず、ニュース記事や他のアプリケーションへの外部リンクを掲載していた。押収に対しては、ノルウェーの組織NUUGとEFNが異議を唱えている。

### 終了
2014年3月14日、Popcorn Timeの元のウェブサイトとGitHubリポジトリは、著作権侵害の申し立てを受けて削除された。後に、ソニー・ピクチャーズの情報流出により、MPAAがPopcorn Timeの元開発者のプログラムの開発を妨げたことが明らかになった。著作権に関する苦情があったにもかかわらず、Popcorn Timeの開発者たちは単に前進したかったと述べた。彼らは「我々の実験は、著作権侵害や著作権、法的脅威、そして我々が愛することを行うことに危険を感じさせる陰の機構に関する終わりなき議論の入り口に我々を立たせた。それは我々が身を置きたい戦いではない」と語った。
開発者たちは、利用者の大多数がアメリカ国外であり、「インターネット接続のない2か国を含む、地球上のすべての国でインストールされている」と述べた。また、彼らは、「スリッパ姿で最近の映画を観るために、罰金や訴訟、その他いかなる結果のリスクを冒してでも、それに値する体験を求める」人々のためのものだったと語った。さらに、Popcorn Timeに対する報道において、メディアが彼らを敵視せず、映画産業が反消費者的であり、革新に対して制限的であるという彼らの見解に同意していたことを称賛した。

### 後継
終了後、Popcorn Timeアプリケーションはさまざまなグループによってフォークされ、プロジェクトの開発が継続された。2015年8月8日、元のPopcorn Timeアプリケーションのウェブサイトはpopcorntime.ioのウェブサイトにリダイレクトされた。数日後、Popcorn Timeの元プロジェクトメンバーは、popcorntime.ioプロジェクトを元のPopcorn Timeの後継として支持すると発表した。

## フォーク

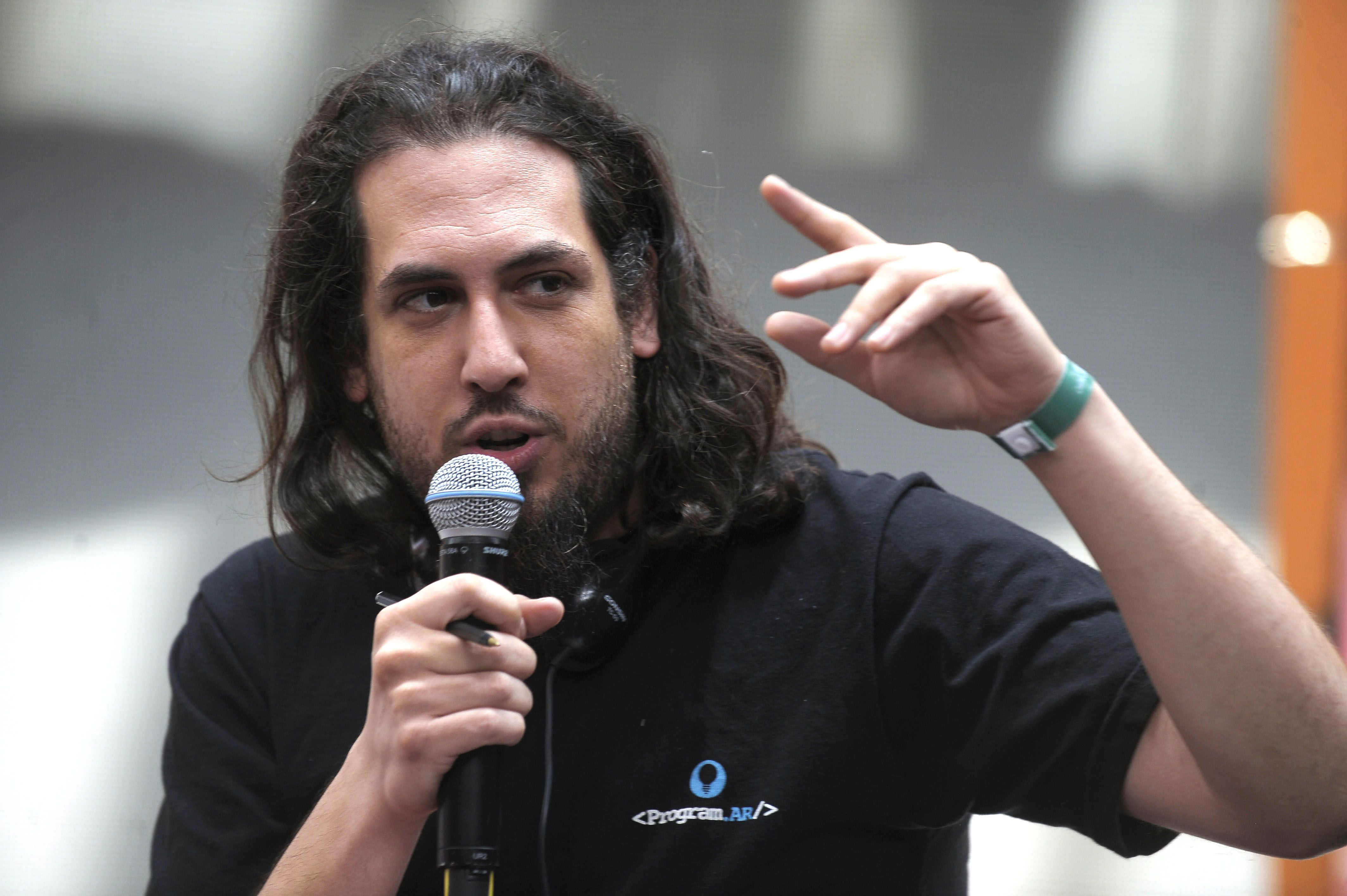
アルゼンチン人プログラマーのニヴ・サルディ。Popcorntime.io フォークの開発者の一人

オリジナルの開発者たちがプログラムの提供を中止した後、他のチームがオリジナルのPopcorn Timeのソースコードをフォークし、独自に開発を継続した。これらのグループは「Popcorn Time」という名称を使い続けたが、Popcorn Timeプロジェクト以外のフォークは、オリジナルアプリケーションの開発者とは無関係である。オリジナルのPopcorn Timeの開発者の一部はPopcorn Timeプロジェクトに参加し、このプロジェクトを旧Popcorn Timeの後継として支持した。Popcorntime.app（旧popcorntime.sh）は、民間のVPN企業VPN.htによってスポンサーされている。

### Time4Popcorn
このPopcorn Timeフォークは、当初time4popcorn.euというドメインで開始された。time4popcorn.euドメインは、同ドメインに対する法的調査の結果として、Euridによって停止された。time4popcorn.euドメインに依存していたプログラムは一時的に動作不能となったが、プログラムとウェブサイトはpopcorn-time.seという新ドメインに移行された。オリジナルのtime4popcorn.euドメインが強制的に削除されたため、チームはpopcorn-time.seウェブサイトへ移動した。
2014年5月13日、このフォークはAndroidスマートフォンおよびタブレット向けのモバイル版をリリースした。さらに、2014年6月9日には、popcorn-time.seがKebrumによって提供される内蔵VPN機能を追加した。
その後、popcorn-time.seの開発者は、デスクトップおよびAndroid向けにChromecast対応を追加した。2014年7月30日には、デスクトップアプリにApple TV対応が追加され、同年9月30日には脱獄済みiOSデバイス向けアプリがリリースされた。匿名の開発チームが、Windows経由でこのフォークをiOSユーザーがダウンロード可能にするツールを作成し、脱獄していないデバイスでもPopcorn Timeをインストールできるようにした。

### Popcorn Time Community Edition
popcorntime.ioの閉鎖後、Popcorn Timeのユーザーは一連の修正を行い、元のソフトウェアを改変して再び動作させた。これらの修正はPopcorn Timeのインストーラーに追加され、Popcorn Time Community Editionと名付けられた。この名称は、ソフトウェアを復活させたユーザーコミュニティに敬意を表したものである。

### Popcorntime.sh（旧popcorntime.io）
Popcorntime.shは、元のPopcorn Timeプログラムの自由ソフトウェアフォークである。2015年10月、PopcornTime.ioはYTSのウェブサイトと共に閉鎖された。
2015年11月3日、カナダとニュージーランドでの裁判所命令に勝訴した後、popcorntime.ioのドメインはMPAAに取得された。これは、2015年10月16日にウェブサイトの閉鎖を求める差止命令を勝ち取ったことによるものである。ただし、プロジェクトは新たなウェブサイト（popcorntime.sh）上に再出現した。